# Arbanitis bithongabel
Espèce
Synonymes
- Misgolas bithongabel Raven & Wishart, 2006

Arbanitis bithongabel est une espèce d'araignées mygalomorphes de la famille des Idiopidae.

## Distribution
Cette espèce est endémique du Queensland en Australie. Elle se rencontre dans le parc national de Lamington.

## Description
La carapace du mâle holotype mesure 5,50 mm de long sur 4,56 mm et l'abdomen 5,62 mm de long sur 3,62 mm.

## Étymologie
Son nom d'espèce lui a été donné en référence au lieu de sa découverte, le mont Bithongabel.

## Publication originale
- Raven & Wishart, 2006 : The trapdoor spider Arbanitis L. Koch (Idiopidae: Mygalomorphae) in Australia. Memoirs of the Queensland Museum, vol. 51, no 2, p. 531-557 (texte intégral).